# Ethiosciapus alluaudi
Ethiosciapus alluaudi är en tvåvingeart som först beskrevs av Octave Parent 1935.  Ethiosciapus alluaudi ingår i släktet Ethiosciapus och familjen styltflugor.
Artens utbredningsområde är Madagaskar. Inga underarter finns listade i Catalogue of Life.